# Associazione Sportiva Andria BAT 2010-2011
Questa pagina raccoglie le informazioni riguardanti l'Associazione Sportiva Andria BAT nelle competizioni ufficiali della stagione 2010-2011.

## Rosa
| N. |                           | Ruolo | Calciatore         |
| -- | ------------------------- | ----- | ------------------ |
|    | Italia (bandiera)         | A     | Luigi Anaclerio    |
|    | Italia (bandiera)         | A     | Pietro Arcidiacono |
|    | Italia (bandiera)         | C     | Matteo Berretti    |
|    | Brasile (bandiera)        | A     | Raphael Carminati  |
|    | Italia (bandiera)         | C     | Mirko Carretta     |
|    | Italia (bandiera)         | A     | Salvatore Caturano |
|    | Italia (bandiera)         | A     | Simone Cavalli     |
|    | Italia (bandiera)         | D     | Luca Ceppitelli    |
|    | Brasile (bandiera)        | C     | Lucas Chiaretti    |
|    | Italia (bandiera)         | C     | Tommaso Coletti    |
|    | Italia (bandiera)         | A     | Giuseppe Cozzolino |
|    | Italia (bandiera)         | A     | Umberto Del Core   |
|    | Italia (bandiera)         | A     | Vito Di Bari       |
|    | Italia (bandiera)         | D     | Luigi Di Simone    |
|    | Costa d'Avorio (bandiera) | C     | Almamy Doumbia     |
|    | Italia (bandiera)         | C     | Mattia Evangelisti |

| N. |                           | Ruolo | Calciatore             |
| -- | ------------------------- | ----- | ---------------------- |
|    | Italia (bandiera)         | C     | Pasquale Fazio         |
|    | Italia (bandiera)         | A     | Giuseppe Lacarra       |
|    | Italia (bandiera)         | P     | Alessio Locatelli      |
|    | Italia (bandiera)         | C     | Mattia Minesso         |
|    | Italia (bandiera)         | C     | Alessandro Moro        |
|    | Italia (bandiera)         | D     | Nicholas Nicolao       |
|    | Rep. Ceca (bandiera)      | A     | Dušan Nulíček          |
|    | Italia (bandiera)         | P     | Giacomo Palazzi        |
|    | Italia (bandiera)         | C     | Loris Palazzo          |
|    | Italia (bandiera)         | C     | Andrea Paolucci        |
|    | Italia (bandiera)         | D     | Luca Pierotti          |
|    | Costa d'Avorio (bandiera) | C     | Ibrahim Sangare        |
|    | Italia (bandiera)         | D     | Lorenzo Sibilano       |
|    | Italia (bandiera)         | P     | Vitangelo Spadavecchia |
|    | Italia (bandiera)         | C     | Giuseppe Statella      |
|    | Inghilterra (bandiera)    | D     | Kris Thackray          |

## Risultati

### Lega Pro Prima Divisione

#### Girone di andata
| Andria 22 agosto 2010, ore 16:00 CEST 1ª giornata | Andria BAT       | 0 – 0 referto | Viareggio | Stadio Degli Ulivi\| Arbitro: \| Fabbri (Ravenna) \| |
| Arbitro:                                          | Fabbri (Ravenna) |               |           |                                                      |

| Arbitro: | Ceccarelli (Terni) |

|                               |           |              |
| Giardina 43’ Cunzi 49’ (rig.) | Marcatori | 54’ Sibilano |

| Arbitro: | Mangialardi (Pistoia) |

|  |           |              |
|  | Marcatori | 80’ Paolucci |

| Arbitro: | Saia (Palermo) |

|             |           |           |
| Doumbia 67’ | Marcatori | 58’ Biggi |

| Arbitro: | Sguizzato (Verona) |

|                                     |           |                          |
| Innocenti 37’ Rantier 71’ Russo 89’ | Marcatori | 23’ Berretti 75’ Nulíček |

| Arbitro: | Coccia (San Benedetto del Tronto) |

|                          |           |               |
| Berretti 19’ Lacarra 50’ | Marcatori | 67’ Sciaudone |

| Arbitro: | Aloisi (Avezzano) |

|              |           |  |
| Castaldo 75’ | Marcatori |  |

| Andria 10 ottobre 2010, ore 15:00 CEST 8ª giornata | Andria BAT          | 0 – 0 referto | Virtus Lanciano | Stadio Degli Ulivi\| Arbitro: \| Di Paolo (Avezzano) \| |
| Arbitro:                                           | Di Paolo (Avezzano) |               |                 |                                                         |

| Arbitro: | Tidona (Torino) |

|                    |           |                |
| Sau 88’ Iozzia 93’ | Marcatori | 44’ Ceppitelli |

| Arbitro: | La Penna (Roma) |

|  |           |              |
|  | Marcatori | 61’ Albadoro |

| Andria 31 ottobre 2010, ore 14:30 CEST 11ª giornata | Andria BAT              | 0 – 0 referto | Barletta | Stadio Degli Ulivi\| Arbitro: \| Ripa (Nocera Inferiore) \| |
| Arbitro:                                            | Ripa (Nocera Inferiore) |               |          |                                                             |

| Arbitro: | Bergher (Rovigo) |

|  |           |                |
|  | Marcatori | 82’ Ceppitelli |

| Arbitro: | Bindoni (Venezia) |

|         |           |          |
| Moro 2’ | Marcatori | 81’ Daud |

| Arbitro: | Caso (Verona) |

|                   |           |  |
| Clemente 55’, 76’ | Marcatori |  |